# Li-Fi
Плазмовий інтернет — термін, яким називають швидку і дешеву бездротову систему комунікації, що є оптичною версією Wi-Fi.
На виставці побутової електроніки CES 2012, що проходила в січні 2012 року в американській столиці розваг Лас-Вегасі, японська Casio продемонструвала незвичайний фокус: один смартфон передавав текстові повідомлення на інший за допомогою … екрану. Це була демонстрація в дії технології бездротового зв'язку Visible Light Communication (VLC), також відомої, як Li-Fi. «Li-fi» — це нова технологія (абревіатура в назві складена, за аналогією з широко відомими Hi-fi і Wi-fi, з англійських слів «light» — «світло» і «fidelity» — «точність»), що обіцяє надійний і дешевий спосіб підключення до інтернету практично з будь-якого місця за допомогою спеціальних світлодіодів.

## Історія

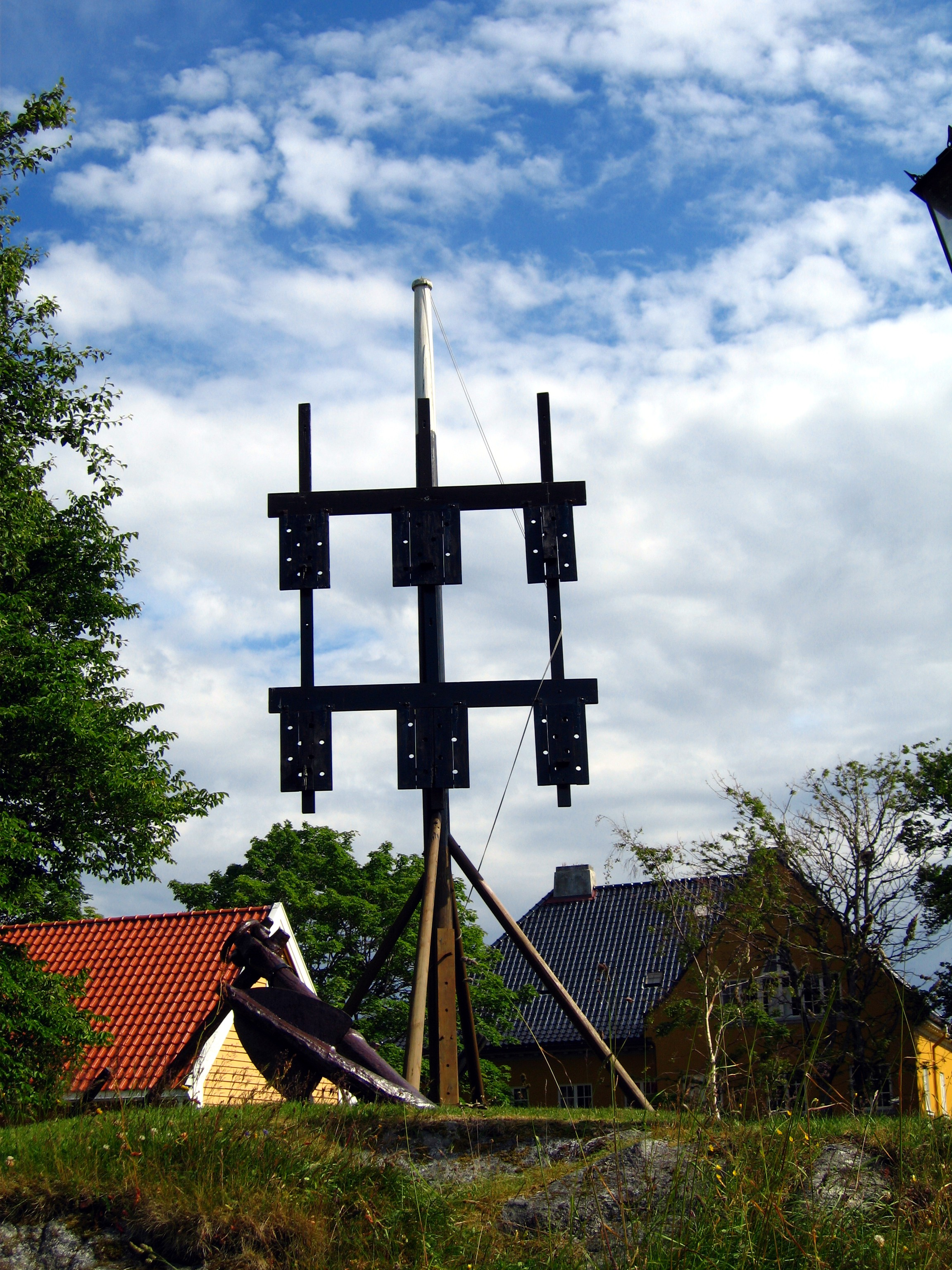
Оптичний телеграф

Про можливість передачі даних за допомогою світла відомо давно: досить згадати оптичні телеграфи, відомі з XVII століття. Для обміну повідомленнями використовувалися високі семафорні вежі або стовпи, оснащені ліхтарями або прожекторами і відбивають дзеркалами, при цьому дальність зв'язку між двома точками досягала 65 кілометрів. Кілька ліній оптичного телеграфу існувало і в Росії навколо тодішньої столиці Петербурга аж до 1860 року, коли на зміну їм прийшов електричний телеграф.
Повернутися до цієї, здавалося б, безнадійно застарілою ідеєю, змусило, як не дивно, розвиток мікроелектроніки: сучасні випромінювачі світла, як видимого спектра, так і інфрачервоного і ультрафіолету, дозволяють передавати величезні обсяги даних — потрібно лише особливим чином закодувати сигнал і організувати масиви випромінювачів . Включена лампа може означати логічну одиницю, а вимикання — нуль. Якщо при цьому використовувати такі випромінювачі, як світлодіоди, то сам процес не буде помітний для людини, оскільки вони здатні включатися і вимикатися на найвищій швидкості. Простіше кажучи, такий передавач може служити і як звичайного світильника.
Провідним розробником цієї технології стала група вчених Единбурзького університету на чолі з німецьким професором Гаральдом Хаасом. Паралельні дослідження в галузі оптичної бездротового зв'язку ведуться в Німеччині, США, Кореї та Японії — зокрема, компаніями Siemens, Intel і Casio. У жовтні 2011 року кілька фірм з Німеччини, Норвегії, Ізраїлю і США об'єдналися в Консорціум Li-Fi для просування перспективної технології на ринку.
Гаральд Хаас займається розробкою VLC з 2003 року: представники декількох факультетів Единбурзького університету створили проект під назвою D-Light, спонсором якого став університет, йому ж належать всі права на створювану інтелектуальну власність. Цікаво, що офіс Хааса розташований в історичній будівлі, де в 1880 році Олександр Белл вперше відправив голосове повідомлення за допомогою модульованого променя світла. Сьогодні тут же проводяться дослідження по реалізації цієї ж ідеї на принципово новому науковому рівні.
Експерименти проекту D-Light показали, що світлодіоди можна використовувати як для освітлення, так і для бездротової передачі даних. При цьому ця технологія швидше, безпечніше і дешевше будь-яких інших типів бездротового зв'язку. Крім того, вона застосовна в тих випадках, коли радіозв'язок неможливо використовувати, або де вона в принципі недоступна, наприклад, на великих глибинах під водою або в польоті.
Суть винаходу Хааса полягає в способі модулювання сигналів: інформація, закодована в промені світла від напівпровідникових світлодіодів, передається за допомогою величезного числа змін інтенсивності світіння, що відбуваються з надвисокою частотою 100 мільйонів циклів в секунду або 100 МГц. Фотоелемент фіксує ці найдрібніші зміни і перетворює їх назад в цифровий сигнал.
В ході досліджень Хаас використовував особливості системи бездротової передачі даних MIMO (Multiple Input Multiple Output — кілька входів і кілька виходів), в якій для відправлення та прийому даних застосовуються декілька віддалених між собою антен, слабо корельованих одна з одною, що забезпечує прискорення передачі даних. Крім того, до уваги бралися можливості реалізованої в мобільних мережах 4G і супутниковому DAB-радіо цифрової схеми модуляції OFDM (Orthogonal frequency-division multiplexing — мультиплексування з ортогональним частотним поділом каналів).
До недоліків OFDM відноситься високе співвідношення пікової та середньої потужності, що приводить до широких коливань сигналу. Однак Хаас зробив з цього недоліку перевагу — в умовах оптичної схеми передачі даних ці коливання дозволили підвищити потужність. Це означає можливість паралельної відправки потоків інформації на швидкості, обмеженою виключно числом використовуваних світлодіодів. Таку схему модуляції Хаас назвав просторової OFDM-модуляцією або SIM-OFDM. «Ми використовували три виміри, — розповідає він, — час, частоту і простір. До нас цього ніхто не робив».
У лабораторних умовах вдалося домогтися максимальної швидкості передачі даних в 123 Мбіт на секунду, в найближчих планах — швидкість 600 Мбіт в секунду. Німецькі дослідники з Берлінського Інституту Генріха Герца вже досягли швидкості 800 Мбіт в секунду — для порівняння, лише одиниці операторів бездротових мереж можуть запропонувати швидкості, що перевищують 100 Мбіт в секунду.
На думку Гаральда Хааса, нова технологія має величезний комерційний потенціал: вона дозволяє перетворити звичайні освітлювальні прилади в хотспоти, що докорінно змінить спосіб доступу до інтернету, мережному відео, ігор. Ми зможемо завантажувати фільми з настільної лампи, підключатися до картографічних сервісів через вуличний ліхтар і слухати музику через освітлені вітрини магазинів.
Хаас, а також його колеги Гордон Поуві і Мостафа Афгані заснували компанію VLC Ltd, яка отримала від Единбурзького університету ексклюзивну ліцензію на технологію VLC. Нова фірма досить успішно залучає інвесторів і розраховує представити перші комерційні продукти вже до червня 2012 року. Первістками повинні стати стандартні світлодіодні світильники, що вкручуються в звичайні побутові патрони, які можуть одночасно служити для бездротової передачі даних.
VLC забезпечує досить високу швидкість передачі даних, при цьому сама технологія гарантує досить серйозний рівень безпеки: передавач і приймач повинні знаходитися на лінії прямої видимості, і перехопити сигнал не так просто, як у випадку з радіохвилями. Достатньо повернути настільну лампу — і не потрібно ніяких кодів доступу або ключів. Світло не проникає через стіни і не схильний до впливу перешкод, які ускладнюють передачу інформації по радіо.
Зрозуміло, все це одночасно можна назвати і недоліками Li-Fi: наприклад, мобільний телефон на основі цієї технології не буде настільки ж практичний, як апарат, що використовує для зв'язку радіохвилі. Швидше, це місцевий спосіб зв'язку, який можна застосовувати в приміщеннях, в міській інфраструктурі або для ближнього зв'язку в середовищах, що перешкоджають проходженню радіохвиль.
Крім того, VLC Ltd веде переговори з Центром візуалізації клінічних досліджень при Королівському інституті медичних досліджень в Единбурзі. Радіологічне обладнання надзвичайно чутливо до електромагнітного випромінювання, тому для передачі даних від томографів потрібні особливі кабелі з посиленою екрануванням. Оптична технологія здатна передавати дані, не створюючи будь-яких перешкод і дозволяє дуже серйозно заощадити.
Як не дивно, у VLC Ltd вже є конкуренти — японська фірма Nakagawa Laboratories і американська компанія LVX System. Японці, в 2003 році співпрацювали з Гордоном Хаасом, пропонують підводну систему зв'язку для дайверів: мова перетворюється на світло і модульованим променем передається іншому аквалангістові. Американці ще в грудні 2010 року почали надавати широкосмуговий бездротовий доступ в інтернет в восьми громадських будівлях в місті Сент-Клауде, штат Міннесота. LVX System рекламує свою послугу як «оптоволокно без волокна», проте, за деякими відомостями, пропускна здатність мережі більш ніж скромна і складає близько 3 Мбіт / с. В VLC Ltd, звичайно, не мають наміру обмежуватися такими швидкостями, так що давайте почекаємо і подивимося, на що буде здатна її власна продукція.
У жовтні 2011 ряд компаній і промислових груп сформували Консорціум Plasma для просування швидкодіючих оптичних бездротових систем, заснованих на використанні абсолютно іншого електромагнітного спектру. Консорціум вважає можливим досягнення швидкості передачі даних у 10 Гбіт/с, що дозволить завантажити високоякісний фільм за 30 секунд.
Перевага Plasma у можливості його використання в чутливих областях, наприклад, авіації, без створення перешкод для роботи інших пристроїв. Проте, світлові хвилі не можуть проникати крізь стіни.
Пізніше, у 2012, VLC, фірма, настроєна на комерціалізацію Plasma, виробить продукти з технологією Plasma для фірм, що встановлюють системи світлодіодного освітлення.

## Принцип роботи
Електромагнітний спектр, частиною якого є використовувані в Wi-Fi і стільниковому зв'язку радіохвилі, також включає спектр видимого світла. Хаас виявив, що різна швидкість мерехтіння світла дозволяє передавати дані: коли лампа включена, передається цифрова одиниця, коли відключена — нуль. Інтенсивність мерехтіння у світлодіода дуже висока, і людське око його не помічає. Але лампа при цьому здатна передавати інформацію набагато швидше, ніж Wi-Fi. Крім того, зараз у світі використовується більше 14 млрд ламп. Для Хааса це готова інфраструктура, яку потрібно лише забезпечити спеціальними чипами, вартість яких буде варіюватися від $ 1 до $ 5. Цього достатньо, щоб перетворити звичайну лампу в прилад, здатний передавати дані. Вчений вважає, що його винахід не призведе до повної відмови від використання радіочастот, але впевнений, що Li-Fi може замінити звичний діапазон там, де стільниковий зв'язок і інтернет дають збій або є недоступними: на переповненому стадіоні, на борту літака, в лікарнях і під водою, куди радіохвилі не проникають. Хаас також називає такий спосіб передачі даних максимально захищеним від перехоплення, адже зона поширення світла, на відміну від радіохвиль, обмежена природними перешкодами і працює тільки в умовах прямої видимості. "Ця технологія застосовна скрізь, де є освітлення, — пояснює Хаас. — Для нас пріоритетним напрямком є використання Li-Fi в будівлях. І вже на наступному етапі ми будемо розробляти можливості застосування цієї технології поза приміщеннями ".
Британські вчені стверджують, що досягли швидкості передачі даних в 10 Гбіт в секунду за допомогою нової технології. Дослідники використовували мікродіодну лампу, передаючи по 3,5 Гбіт інформації в секунду через кожен з трьох «основних» кольорів — червоний, зелений і синій, — які разом складають звичайний «білий». Це означає, що, склавши канали, можна передавати дані із загальною швидкістю в 10 Гбіт в секунду.
Крихітні мікросвітлодіоди, розроблені в Університеті Стратклайд в Глазго, випускають паралельні потоки світла, множачи таким чином кількість даних, які можуть бути передані за одиницю часу. «Уявіть собі головку душа, яка направляє воду строго паралельними струменями, — а ми таким же чином змусили вести себе світло», — пояснює професор Харальд Хаас, фахівець з оптичної бездротової передачі даних університету Единбурга і один з ініціаторів проекту. Метод цифрової модуляції, званий ортогональним частотним поділом каналів (OFDM), дозволив вченим використовувати мікросвітлодіоди для передачі мільйонів пучків світла різної інтенсивності в секунду. Говорячи простіше, лампи вмикаються і вимикаються — але з шаленою швидкістю. З цих включень-виключень складаються величезні масиви бінарних даних, ланцюжки одиниць і нулів, що передаються з високою швидкістю.
Раніше цього року німецькі вчені з Фраунгоферовського інституту Генріха Герца заявляли, що в лабораторних умовах здатні досягти швидкості передачі даних за допомогою світлодіодів в 1 Гбіт в секунду. В жовтні китайські дослідники повідомили, що побудували світлодіод на мікрочипі зі швидкістю в 150 Мбіт в секунду, що забезпечує підключення до інтернету одразу чотирьом комп'ютерам. У 2011 році Хаас продемонстрував, що світлодіодна лампа, оснащена технологією обробки сигналу, може передавати на комп'ютер відеозображення високої чіткості («high-definition»). Він же і придумав більш звучну назву для технології VLC — «light fidelity» або просто «li-fi».
«Li-fi» обіцяє стати дешевшим і енергоефективним методом передачі даних, ніж існуючі бездротові радіосистеми, враховуючи доступність і повсюдне поширення світлодіодів. Видиме світло — частина електромагнітного спектра, в 10 тисяч разів ширша, ніж спектр радіовипромінювання. Потенційно світло може забезпечити практично необмежену широту каналу передачі даних. На думку професора Хааса, ще одна перевага нової технології полягає в тому, що при рівномірному розподілі світлодіодних передавачів можна досягти набагато більш точного і стабільного підключення до інтернету всередині будівель. Недоліком традиційних wi-fi-роутерів завжди було те, що сигнал слабшає в міру віддалення від передавача, і в будинках і офісах з'являються зони, де зв'язок слабка настільки, що під'єднання до інтернету стає нестабільним або зовсім переривається. Крім того, видиме світло не проходить крізь стіни, тому технологія VLC потенційно більш надійна, ніж традиційний wi-fi, з точки зору збереження конфіденційності передачі даних, підкреслює професор Хаас.

## Суперечка з Oledcomm
В кінці минулого року повідомлялося, що британським дослідникам вдалося домогтися рекордної швидкості передачі даних на рівні 10 Гбіт / с, використовуючи спеціальні світлодіоди і технологію Li-Fi. Можливо, тоді багато хто подумав, що теоретична можливість використання технології передачі даних видимим світлом в сучасних пристроях поки надзвичайно віддалена від практичного застосування. Однак компанія Oledcomm має намір довести, що твердження це помилкове.
Спочатку варто нагадати, що технологія Li-Fi заснована на світлодіодних лампах, що випромінюють світло високої яскравості. Кодування інформації тут здійснюється спеціальним мікропроцесором, який з високою частотою змінює інтенсивність світіння LED-ламп. При цьому частота коливань (лампа включена — 1, вимкнена — 0) настільки велика, що для людського ока мерехтіння абсолютно непомітні. Для реєстрації закодованих пакетів даних застосовується спеціальний приймач.
Прототип смартфона невідомого виробника з підтримкою технології Li-Fi був помічений журналістам ресурсу Engadget ще на виставці CES 2014. Смартфон працював під управлінням ОС Android. Відмінною особливістю пристрою була наявність світлового детектора на місці фронтальної камери, за допомогою якого воно отримувало інструкції на висновок зображень або відтворення відеороликів, збережених у вбудованій флеш-пам'яті, від декількох світлодіодних ламп, які перебували на столі неподалік від смартфона. Відзначається також, що аналогічні команди виконував модифікований таким же чином планшет.
З допомогою демонстрації Oledcomm намагалася показати великий потенціал технології Li-Fi на ринку мобільних пристроїв. Більш того, в ході виставки вона також представила ще одну перспективну розробку — прототип компактного приймача Li-Fi, для підключення якого потрібен звичайний 3,5-мм аудіороз'єм.
Oledcomm сподівається, що вже скоро виробники смартфонів будуть постачати свої рішення світловими детекторами, що дозволить технології Li-Fi швидше одержати широке поширення.
Існує думка, що в найближчому майбутньому Li-Fi може стати доступною альтернативою Wi-Fi. Правда, суттєвим недоліком даної технології є те, що для забезпечення зв'язку передавач і приймач повинні знаходитися в зоні прямої видимості.

## Поширення
Завантажити фільм через настільну лампу, зайти в Google maps і дізнатися про пробки за допомогою світлофора, послухати музику, стоячи біля підсвічених білбордів на вулиці, — технологія Li-Fi, звана також visible light communication (комунікація через видиме світло), відкриває бездротовий доступ в інтернет через звичайні освітлювальні прилади. Уявіть собі: ви можете зайти в Мережу зі свого ноутбука або смартфона в будь-якій точці земної кулі, і дізнаватися пароль, а також шукати зону з достатньою швидкістю зв'язку більше не потрібно. Щоб Li-Fi працював, достатньо джерела світла, забезпеченого спеціальним чипом, і гаджета, здатного під'єднатися до інтернету.
Цей винахід було названо журналом Time одним з найбільш значущих в 2011 році. А інтернет-видання Huffington Post внесло нову технологію в десятку найцікавіших новаторських ідей, за якими варто стежити в 2012 році. Li-Fi може кардинально змінити спосіб передачі інформації та забезпечити швидкість обміну даними до 600 Мбіт / с. "При використанні нашої технології щільність переданих даних підвищується в тисячу разів, — розповідає Фокусу автор винаходу, професор інституту Единбурга Харальд Хаас. — За допомогою світлового спектру ми можемо передавати дані не одним потоком, як при використанні радіохвиль, а тисячею таких потоків одночасно і паралельно на більш високих швидкостях ".
Самі засновники VLC Ltd називають пріоритетним для компанії впровадження оптичної бездротової технології в пасажирських літаках. Як відомо, використання радіоприладів при зльоті та посадці строго заборонено через ризик виникнення перешкод для навігаційного обладнання. Світлова технологія повністю знімає ці обмеження і звільняє вже порядком перевантажений Радіодіапазон для дійсно важливих сигналів. В VLC розраховують укласти контракт з якимсь виробником літаків з Німеччини, назва якого поки не розголошується.
Нова технологія може виявитися в найближчому майбутньому найбільш екологічним і економним засобом передачі інформації. На кафедрі мобільних комунікацій в університеті Единбурга колектив вчених на чолі з Гаральдом Хаасом готує кілька пілотних проектів, які дозволять використовувати інновацію в повсякденному житті і зробити її такою ж звичною, як стільниковий зв'язок та Wi-Fi. Перші пристрої зі стандартом Li-Fi, повинні з'явитися на ринку в нинішньому році.

## Примітка
1. ↑  Will Plasma be the new Wi-Fi?, NewScientist, Джеймі Кондліф, від 28 липня 2011 року
2. ↑  «Visible-light communication: Tripping the light fantastic: A fast and cheap optical version of Wi-Fi is coming», The Economist, від 28 січня 2012 року.
3. ↑  Plasma Consortium is Launched [Архівовано 18 серпня 2013 у Wayback Machine.], Гордон Повей, від 19 жовтня 2011 року.
4. ↑  Plasma — Internet at the Speed of Light [Архівовано 1 лютого 2012 у Wayback Machine.], Ян Лім, від 29 серпня 2011 року.
5. ↑  «Visible-light communication: Tripping the light fantastic: A fast and cheap optical version of Li-fi is coming», The Economist, від 28 січня 2012 року.